# Zeche Heinrich (Witten)
Die Zeche Heinrich in Heven-Kleinherbede ist ein ehemaliges Steinkohlenbergwerk. Die Zeche ist aus der Konsolidation von zwei Bergwerken mit einem benachbarten Grubenfeld entstanden. Das Bergwerk gehörte zum Märkischen Bergamtsbezirk und dort zum Geschworenenrevier Hardenstein.

## Geschichte

### Die Anfänge
Am 23. März des Jahres 1819 wurde ein Längenfeld verliehen. Am 30. August des Jahres konsolidierte die Zeche Wilde Mann mit dem Gesellschafts-Erbstolln und dem verliehenen Längenfeld Heinrich zur Zeche Heinrich. Im Jahr 1838 wurde geplant, eine 1800 Lachter lange Pferdebahn zur Ruhr zu erstellen. Am 10. August des Jahres 1840 erfolgte die erneute Verleihung eines Längenfeldes. Im darauffolgenden Jahr wurde die Zeche in Betrieb genommen. Es waren vier Flöze mit unterschiedlichen Mächtigkeiten vorhanden. Das mächtigste Flöz hatte eine Mächtigkeit von 60 Zoll, das niedrigste Flöz war 6 Zoll mächtig. Die beiden anderen Flöze waren 51 bzw. 55 Zoll mächtig. Im Jahr 1843 wurde ein tonnlägiger Schacht mit dem Namen Dorothea geteuft. Im Jahr 1845 war die 3. Sohle in Betrieb. In diesem Jahr fanden weitere Aus- und Vorrichtungsarbeiten statt. Auf der 3. Sohle wurde der Querschlag nach Norden aufgefahren um das Flöz Nr. 1 zu lösen. Der Querschlag wurde im milden Sandstein aufgefahren. Im Flöz Wildemann wurde die Strecke Nr. 1 weiter in östlicher Richtung aufgefahren. In den Örtern No. 2 nach Osten, No. 4 nach Osten, No. 5 nach Osten und No. 5 nach Westen wurden melierte und Gruskohlen gewonnen.

### Die weiteren Jahre
Im Jahr 1846 kam es zu einem Berechtsamsstreit um ein strittiges Feld. Im Jahr 1855 war ein tonnlägiger Schacht mit einer flachen Teufe von 29¾ Lachtern in Betrieb, der Schacht war mit einem Haspel ausgestattet.  Außerdem war ein rund 600 Meter langer Schienenweg bis zur Crengeldanzstraße in Crengeldanz in Betrieb. In den Jahren 1858 und 1863 war das Bergwerk nachweislich in Betrieb. Im Jahr 1864 hatte das Bergwerk einen vom Ruhrtal ausgehend nach Norden vorgetriebenen Stollen und einen tonnlägigen Schacht. Letzterer war mit einem Pferdegöpel ausgestattet und hatte eine flache Teufe von 31 Lachtern. Der Schacht hatte eine Förderleistung von durchschnittlich 250 Scheffeln pro Tag. Im Jahr 1869 konsolidierte die Zeche Heinrich mit der Zeche Helena. Die konsolidierte Zeche erhielt den Namen Zeche Helene Tiefbau.

### Förderung und Belegschaft
Auf dem Bergwerk wurden nur Esskohlen abgebaut. Die ersten bekannten Förderzahlen stammen aus dem Jahr 1841, damals wurde eine Förderung von 1515 preußischen Tonnen Steinkohle erbracht. Im Jahr 1842 wurden 4302 preußische Tonnen Steinkohle gefördert. Im Jahr 1845 betrug die Förderung 62.223 Scheffel Steinkohle. Die ersten Belegschaftszahlen stammen aus dem Jahr 1847, es waren zwischen 17 und 40 Bergleute auf dem Bergwerk beschäftigt, die eine Förderung von 60.124 Scheffeln erbrachten. Die Förderung wurde teilweise aus dem streitigen Feld (14.508 Scheffel) und teilweise aus dem eigentlichen Feld (45.616 Scheffel) erbracht. Im Jahr 1855 waren 29 Bergleute auf dem Bergwerk beschäftigt, die eine Förderung von 25.478 preußischen Tonnen Steinkohle erbrachten. Pro Monat wurden in diesem Jahr zwischen 4000 und 5000 Scheffel Steinkohlen gefördert. Im Jahr 1867 wurden 1588 Tonnen Steinkohle gefördert. Die letzten bekannten Förderzahlen des Bergwerks stammen aus dem Jahr 1869, in diesem Jahr wurden 7154 Tonnen Steinkohle gefördert.